# Tommy's Rocking Horse
Pour plus de détails, voir Fiche technique et Distribution.
Tommy's Rocking Horse est un film muet américain réalisé par Gaston Méliès, sorti en 1911.

## Fiche technique
- Réalisateur : Gaston Méliès
- Sociétés de production :  Star Film
- Format : Muet - Noir et blanc - 1,33:1 - 35 mm
- Pays d'origine : USA
- Genre : Film dramatique
- Date de sortie : 12 octobre 1911

## Distribution
- Tommy Young : Tommy